# Felsőszálláspatak

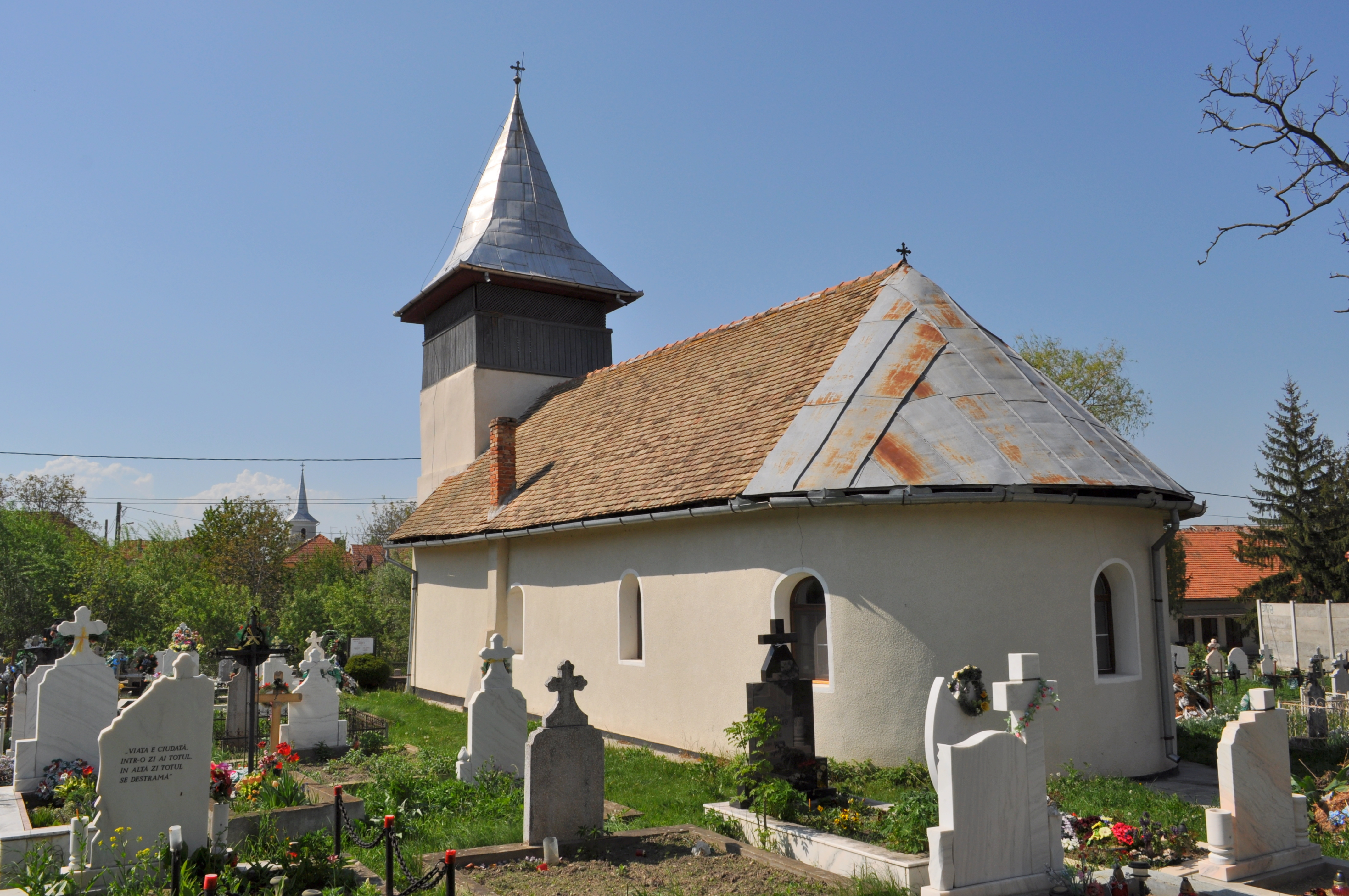
A nemesek temploma

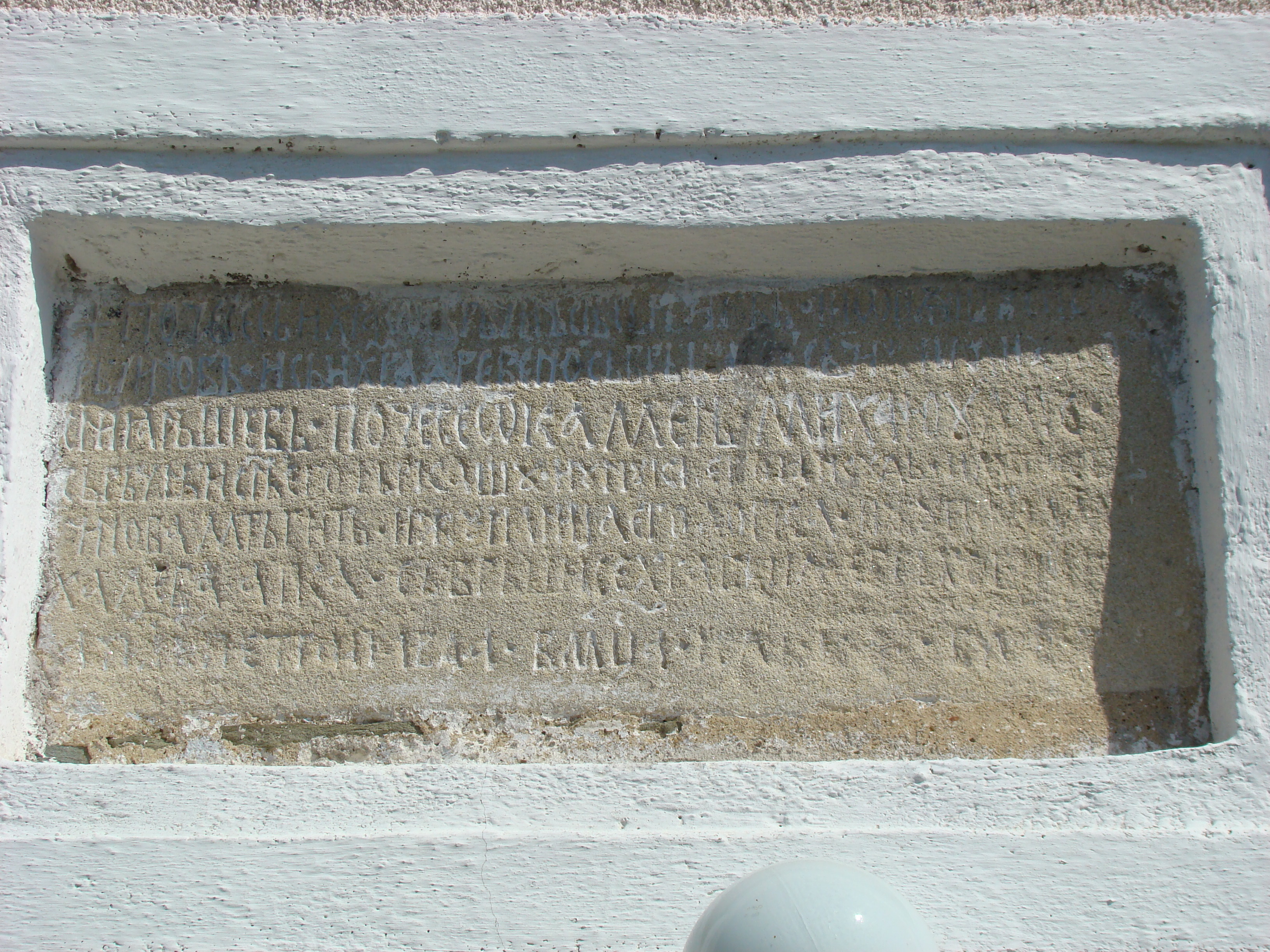
A jobbágyok temploma alapító felirata

Felsőszálláspatak (románul Sălașu de Sus, 1967-ig Sălașul Superior) falu Romániában, Erdélyben, Hunyad megyében.

## Fekvése
A Hátszegi-medencében, a Retyezát-hegység északi lábánál, Hátszegtől 13 kilométerre délre fekszik.

## Népesség
- 1910-ben 1153 lakosából 1090 volt román és 56 magyar anyanyelvű. Vallásuk szerint 847 ortodox, 244 görögkatolikus és 34 református.
- A 2002-es népszámláláskor 580 lakosa közül 578 fő (99,7%) volt román, egy magyar és egy cigány nemzetiségű; 487 ortodox, 78 baptista és hat pünkösdi vallású.

## Története
A falu nevét 1453-ban említette először oklevél p. Felsewzallaspathak alakban. A középkor végén és az újkor elején legnagyobb birtokosa a helyi kenézi származású Szerecsen, majd a Kenderesi család. Román kuriális nemesi falu volt. 1683-ban huszonhét „egyházi nemes” család lakta, akik (magyar helyesírással) a Roska, Popa, Belál, Antal, Pogán, Kovács, Bál, Nyagomir, Kira, Nándra, Jánk és Bálint családnevet viselték, de a faluból vette nemesi előnevét a Hunyad vármegyében jelentős szerepet betöltő Mara család is. Nemesi lakóinak legalábbis nagy része a 17. században református hitre tért. Román lelkésze azok között volt, akik az 1699. I. 21-én tartott bajesdi gyűlésen a református egyház keretében kívántak maradni. Csikul nevű papját Keresztessy Sámuel 1711-ben felmentette a jobbágyi szolgálatok alól. Református egyháza egy időre megszűnt, de 1740 és 1772 között újraalapították. Eleinte Fehérvíz román nyelvű filiája volt, később önálló egyházközség, patrónusai pedig a helybeli Mara, Kenderesi, valamint a br. Györffy és a Partói családok. Az 1770-es évek elején kezdték el a romos várkastély kápolnájának átépítését és az 1780-as évek második felére készültek el a munkával. 1799 előtt az egyházközség megszűnt.
Az itt élő jobbágyok és a nemesek egy része a 18. században uniált, de többségük az 1810-es évek folyamán ismét ortodoxxá lett. Egy 1872-es híradás szerint 39, a későbbi vizsgálat szerint 93, sőt végül 156 személy megint görögkatolikus hitre tért volna, mivel papjuk csak háromhetente tartott liturgiát és még a főünnepeket is elhanyagolta. A népszámlálási adatok azonban nem tükrözik ezt a változást, így lehetséges, hogy csupán az ortodox egyházszervezet „zsarolásáról” volt szó.
A felsőszálláspatakiak a 19. század elején kereskedelemmel is foglalkoztak. Az Erdélyből hozott vasárut Havasalföldön italokra, halra, szalonnára és cserszömörcére cserélték. I. Ferenc király 1821-ben Szent György és Szent Mihály napjára országos, csütörtökönként pedig hetivásár tartását engedélyezte Felsőszálláspatakon a Kenderessy és Mara családok részére.
Valószínűleg lakói nemesi öntudatával magyarázható, hogy az 1850-es népszámláláson 1146 lakosából 846 magyar nemzetiségűnek vallotta magát. Miután 1874-ben államosították szerény görögkatolikus felekezeti iskoláját, 45 évig csak magyar nyelvű iskola létezett a településen, sőt 1876 után ide jártak a szomszédos Alsószálláspatak iskolaköteles gyerekei is. Az iskola kiemelt figyelmet kapott az állami oktatásügytől; az 1880-as évek második felében és még a századfordulón is öt tanítóval működött (igaz, később az egyik posztot megszüntették), és a lányok külön tanteremben tanultak.
Az 1896-os budapesti „millenniumi faluban” egy govasdiai épület mellett egy felsőszálláspataki ház és istálló képviselte Hunyad vármegyét. A ház magas, pinceként használt kőalapra épült boronából, kontyos zsindelytetővel, melynek csúcsát faragott taréjjal díszítették. A díszes deszkakerítésű tornác a hosszanti oldal kétharmadát foglalta el. Három ajtó nyílt belőle a ház egy-egy helyiségébe: a szobába, a kamrába és a konyhába, melyek egymással nem közlekedtek.
Az 1920-as években a romániai földreform 1193 kataszteri holdat sajátított ki az Andrássy család birtokából a község lakói számára.

## Látnivalók
- A falu északi végében részben állnak egykori várkastélyának falai. Az eredetileg középkori erődítményt előbb a Szerecsen, majd a Kenderesi, végül a Mara család birtokolta. Miután Tige tábornok bevette és felgyújtatta a kuruc párti Mara Izsák által védett családi erősséget, többé nem épült újjá. Korábbi kápolnáját az 1770-es–80-as években a falu reformátusai építették át. Manapság a kaputorony és a hozzá kapcsolódó helyiségek falai állnak három–négy méter magasan. Az ásatások alapján egykor téglalap alapú volt, tornyokkal erősített falai egy 95×55 méteres területet zártak körbe.
- Az úgynevezett „jobbágyok templomának” (Szent Miklós ortodox templom) torony alatti része egy 16. század eleji építési periódusból maradt meg. A 18. században ezt a templomot használták a református nemesek is. Torony alatti kapuzata késő gótikus és városi műhelyből való. A bejárat felett porózus mészkőre írt, ószláv nyelvű alapító felirat látható. Évszám nincsen rajta, de a genealógiai adatok alapján a 16. század elejéről származik. A szöveg szerint a templomot Szerecsen fia Szerecsen, Szerecsen fia Jónás és Jónás fia Mihály javították. Érdekesség, hogy ekkor a család már katolikusnak számított, de a cirill betűs ószláv felirat keleti rítusú templomra utal. A hajót és az oltárt a 18. vagy a 19. században megnagyobbították.
- A „nemesek temploma” (Péter és Pál apostolok ortodox templom) a 16. század végén–a 17. század elején épült. A református, később görögkatolikus egyházi nemesek használták.
- Szent Atanáz és Cirill ortodox templom (1791, tornya 1853, 1904-ben magasították).[12]

## Híres szülöttei
- Itt született 1758-ban Kenderesi Mihály politikus, irodalompártoló.
- Itt született 1915-ben Lascu Bal matematikus.